# Winkelcentrum Alexandrium
Winkelgebied Alexandrium is het grootste winkelcentrum van Rotterdam in de wijk Oosterflank. Het winkelgebied bestaat uit drie delen: Alexandrium Shopping Center, Alexandrium Megastores en Alexandrium Woonmall.
Eigenaren van het gebied zijn Klépierre (Alexandrium Shopping Center), CBRE Global Investors (Alexandrium Megastores) en Colliers International (Woonmall Alexandrium).

## Delen

### Alexandrium Shopping Center

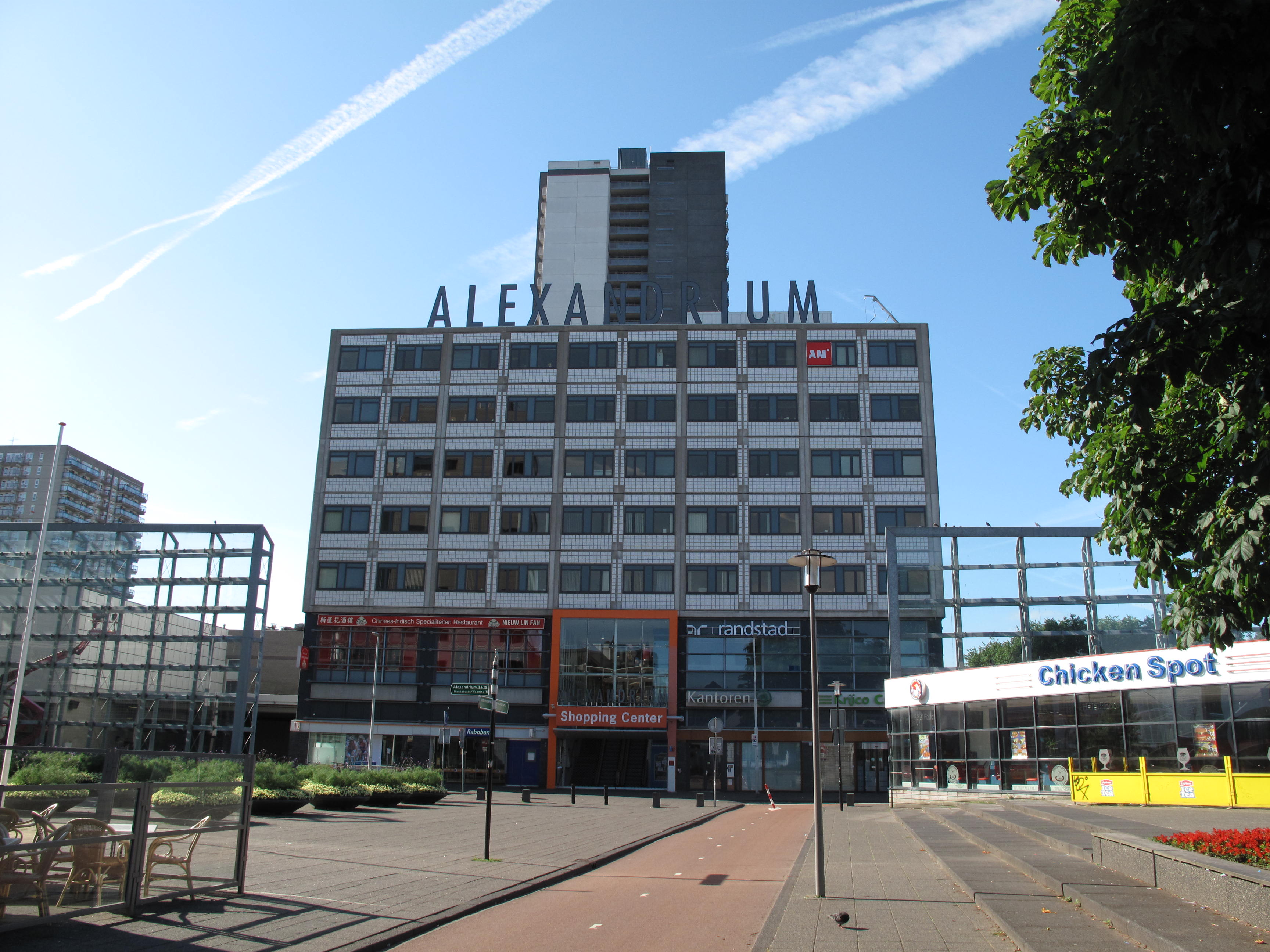
De ingang van Alexandrium 1 bij station Rotterdam Alexander.

Alexandrium Shopping Center (kortweg Alexandrium I, voorheen winkelcentrum Oosterhof) is ontworpen door AGS Architekten & Planners en werd in 1984 geopend. Enige jaren later ontwierp Fons Verheijen een grootschalige uitbreiding. Bij oplevering van de uitbreiding in 1996 werd de naam Oosterhof veranderd in Alexandrium I. Na de komst van het Alexandrium werd de winkelsatelliet geopend, een rond gebouw dat zich tussen Alexandrium I en II bevindt. Het valt onder Alexandrium I en was voor zijn komst een grote parkeerplaats. Tevens liep er net na de komst van het Alexandrium II vanaf gedeelte I naar II een lange loopbrug om een goede verbinding tussen de gebieden te maken. Na de komst van de winkelsatelliet werd de brug verwijderd. Het Alexandrium I wordt ook wel het shopping centre genoemd. In 2001 werd het winkelgebied uitgebreid en werd er een nieuw stuk aangebouwd, waardoor het nu mogelijk is om in een driehoek te lopen. In dit gedeelte van het winkelgebied Alexandrium zijn een aantal "flagship-stores" aanwezig. Zo heeft de winkelketen Primark hier zijn eerste Nederlandse vestiging. Ook heeft boekhandelsketen Bruna hier zijn grootste vestiging van Nederland. Inmiddels heeft Alexandrium I zijn naam veranderd in Alexandrium Shopping Center. Alexandrium Shopping Center trekt jaarlijks 14 miljoen bezoekers. Extra publiek wordt nog getrokken door het faciliteren van grote evenementen.

### Alexandrium Megastores
Alexandrium Megastores (kortweg Alexandrium II) werd in 1996 geopend. Het is een lange winkelpromenade met bijna alleen maar megastores. Het zorgt voor een verbinding tussen Alexandrium I en III. Het gebouw is eigenlijk een grote rechthoekige doos met een gebogen blauwe metalen voorgevel, die is behangen met enorme neonuitvoeringen van de logo's van de aldaar gevestigde winkels. Over deze gevel is na de bouw en ingebruikname onenigheid ontstaan tussen de overheid en de ondernemingen of het gaat om uithangborden of reclameborden. Over de laatste moet namelijk belasting betaald worden. Parallel aan het brede trottoir voor de megastores ligt parkeerruimte.

### Alexandrium Woonmall

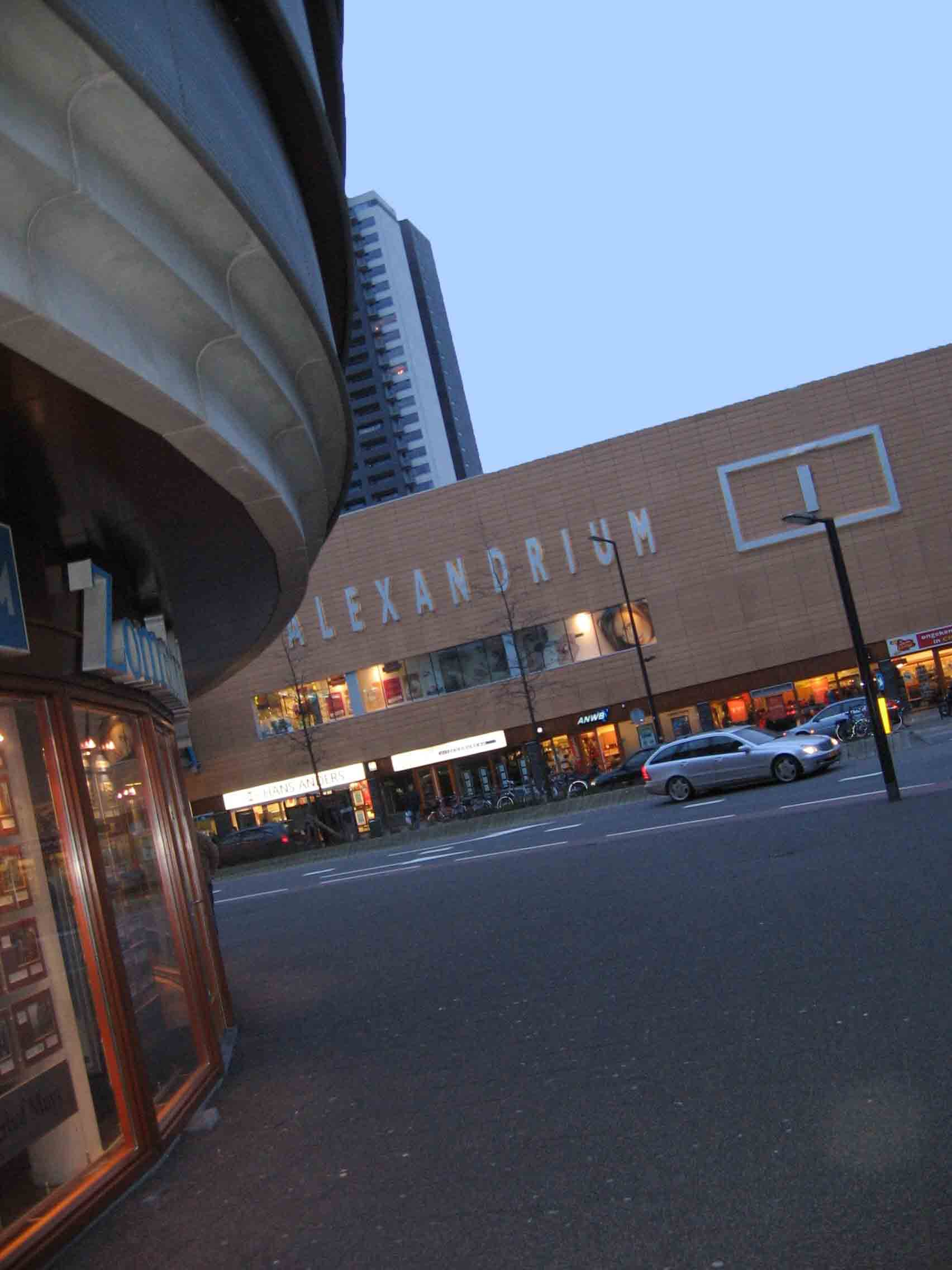
Links, de winkelsataliet met op de achtergrond Alexandrium 1.

Alexandrium Woonmall (kortweg Alexandrium III) is te vergelijken met Villa ArenA te Amsterdam en Haaglanden te Den Haag. Het winkelcentrum is in 1997 geopend, een jaar na de opening van Alexandrium II. Het winkelcentrum bestaat uit drie lagen, die met liften en roltrappen te bereiken zijn, die kriskras door elkaar heen lopen. Op het dak van de woonboulevard bevinden zich 1000 parkeerplaatsen, die via een rondgaande oprit te bereiken zijn. In het midden van de oprit bevindt zich een wit kunstwerk, dat ontworpen is door Ineke Visser. Een bijzonderheid aan de woonboulevard is dat het om het historische polderhuis uit 1932 is gebouwd. Het polderhuis staat nog steeds in een van de winkels en is tevens te zien vanaf de Hoofdweg omdat het achter glas staat.

## Uitbreidingen
Na de opening van de Oosterhof was het winkelcentrum goed te bereiken per metro, bus en trein via het OV-knooppunt Rotterdam Alexander en station Oosterflank. Het winkelcentrum was al goed te bereiken per auto, maar na de uitbreidingen van het winkelcentrum was er te weinig parkeerruimte. Met de uitbreiding van 2001 kwamen er weer meer parkeerplaatsen en werd de verkeerssituatie voor fietsers, auto's en voetgangers verbeterd. Aan het Prins Alexanderplein is er, naast de kantoren van de deelgemeente, veel kantoorruimte bij gekomen.
Sinds december 2009 heeft Alexandrium de status "toeristisch" gekregen van de Gemeente Rotterdam. Activiteiten, bezienswaardigheden en evenementen moeten het Alexandrium naast het winkelen interessant maken.

## Trivia
- In de grotendeels in Rotterdam opgenomen Hongkongse actiefilm Who am I? met Jackie Chan zit een scène waarin Chan op de spiraalvormige oprit van de parkeergarage van Alexandrium III probeert te ontkomen aan een bende criminelen die het op hem gemunt heeft.